# Северо-Муйский хребет
Се́веро-Му́йский хребе́т — горный хребет на севере Забайкалья, в Становом нагорье. Располагается на территории Муйского и Северо-Байкальского районов Бурятии. Разделяет Верхнеангарскую и Муйскую котловины. Длина 350 км, высота до 2537 м.

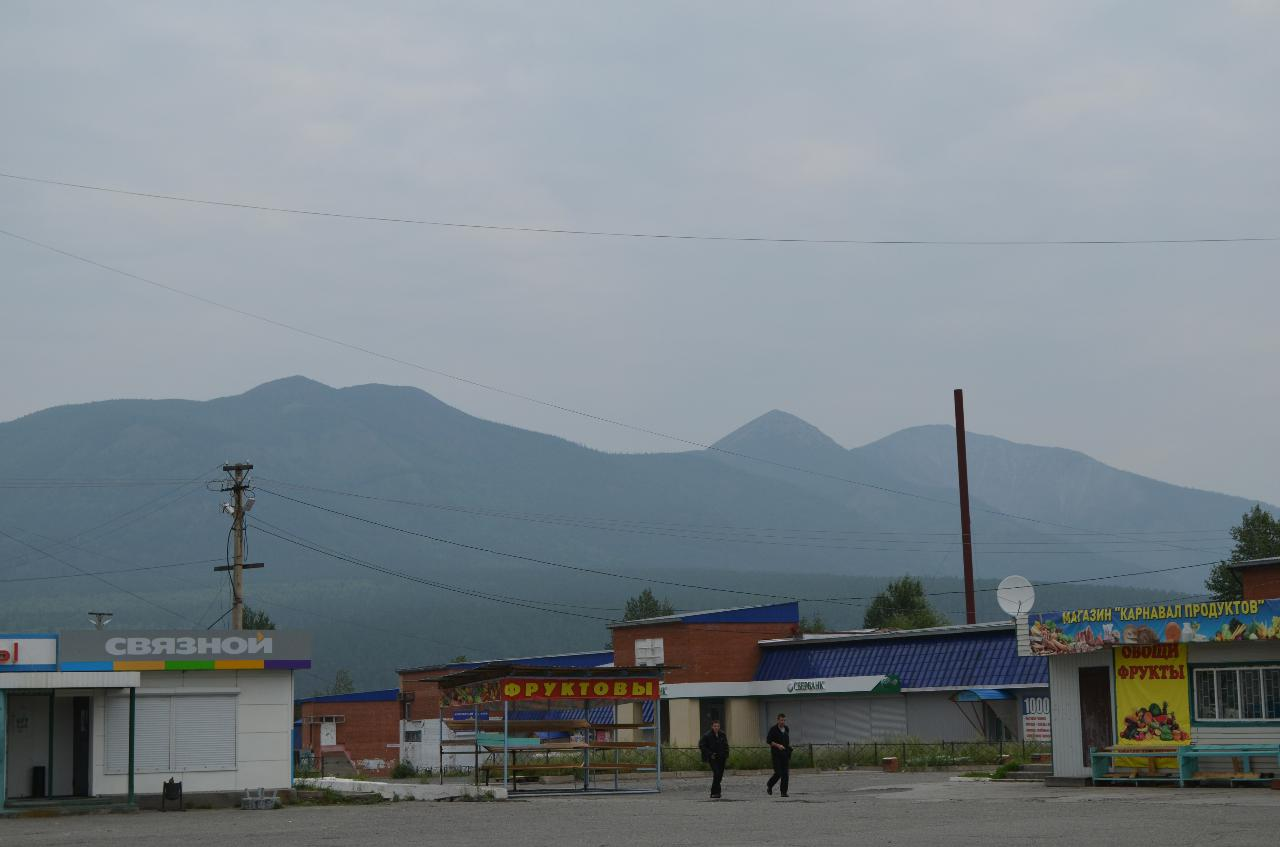
Вид на хребет из Таксимо

Находится в Байкальской рифтовой зоне, при этом в наиболее сейсмоактивном её районе.
Сложен гранитами, кристаллическими сланцами. Вершины и гребни хребта обладают резкими ледниковыми формами, по периферии — плосковершинные гольцы. Склоны покрыты лиственничными лесами, выше 1300—1500 м находится пояс редколесья и заросли кедрового стланика, ещё выше — горная тундра.
В южной части хребет пересекает Байкало-Амурская магистраль (см. Северомуйский тоннель).